# Liu Jiali
Liu Jiali (* 6. April 1994 in Deyang) ist eine chinesische Radsportlerin.

## Sportlicher Werdegang
2018 errang Liu Jiali mehrere Medaillen bei den Asienmeisterschaften und den Asienspielen, so etwa jeweils mit dem Vierer Silber in der Mannschaftsverfolgung sowie jeweils Bronze im Zweier-Mannschaftsfahren. Im selben Jahr wurde sie mit Wang Xiaofei chinesische Meisterin im Zweier-Mannschaftsfahren. 2019 und 2020 gehörte sie erneut zum Vierer, der bei den kontinentalen Meisterschaften die Silbermedaille gewann. Zudem gewann sie mit Wang Xiaofei ebenfalls Silber im Zweier-Mannschaftsfahren.
Bei den Olympischen Spielen 2021 in Tokio belegte sie Platz 11 im Omnium, im olympischen Omnium-Wettkampf 2024 kam sie auf den 19. Platz.

## Erfolge
2018
- Asienspiele – Mannschaftsverfolgung (mit Wang Hong, Wang Xiaofei und Chen Qiao Lin)
- Asienspiele – Zweier-Mannschaftsfahren (mit Wang Xiaofei)
- Asienmeisterschaft – Mannschaftsverfolgung (mit Ma Menglu, Wang Hong und Wang Xiaofei)
- Asienmeisterschaft – Zweier-Mannschaftsfahren (mit Jin Chenhong)
- Chinesische Meisterin – Zweier-Mannschaftsfahren (mit Wang Xiaofei)

2019
- Asienmeisterschaft – Mannschaftsverfolgung (mit Wang Xiaofei und Wang Hong und Chen Qiao Lin)
- Chinesische Meisterin – Zweier-Mannschaftsfahren (mit Wang Xiaofei)
- Asienmeisterschaft 2020 – Zweier-Mannschaftsfahren (mit Wang Xiaofei), Mannschaftsverfolgung (mit Huang Zhilin, Cao Yuan und Wang Xiaofei)

2022
- Chinesische Meisterin – Zweier-Mannschaftsfahren (mit Cao Yuan), Mannschaftsverfolgung (mit Cao Yuan, Guo Li und Luo Liping)
- Nations Cup in Cali – Mannschaftsverfolgung (mit Huang Zhilin, Wang Susu, Wang Xiaoyue und Zhang Hongjie)

2023
- Chinesische Meisterin – Zweier-Mannschaftsfahren (mit Cao Yuan), Mannschaftsverfolgung (mit Zhang Hongjie, Wang Susu und Wei Suwan)
- Asienmeisterin – Punktefahren
- Asienmeisterschaft – Scratch
- Asienspiele – Omnium

2024
- Asienmeisterin – Scratch
- Asienmeisterschaft – Omnium
- Chinesische Meisterin – Omnium, Zweier-Mannschaftsfahren (mit Cao Yuan)